# IC 2050
IC 2050 је спирална галаксија у сазвјежђу Златна риба која се налази на листи објеката дубоког неба у Индекс каталогу.
Деклинација објекта је - 53° 28' 33" а ректасцензија 4h 13m 56,2s. Привидна величина (магнитуда) објекта IC 2050 износи 13,9 а фотографска магнитуда 14,7. IC 2050 је још познат и под ознакама ESO 157-11, FAIR 405, PGC 14704.